# Atalaia (Paraná)
Pour les articles homonymes, voir Atalaia.
Atalaia est une municipalité brésilienne située dans l'État du Paraná.